# Programme spatial

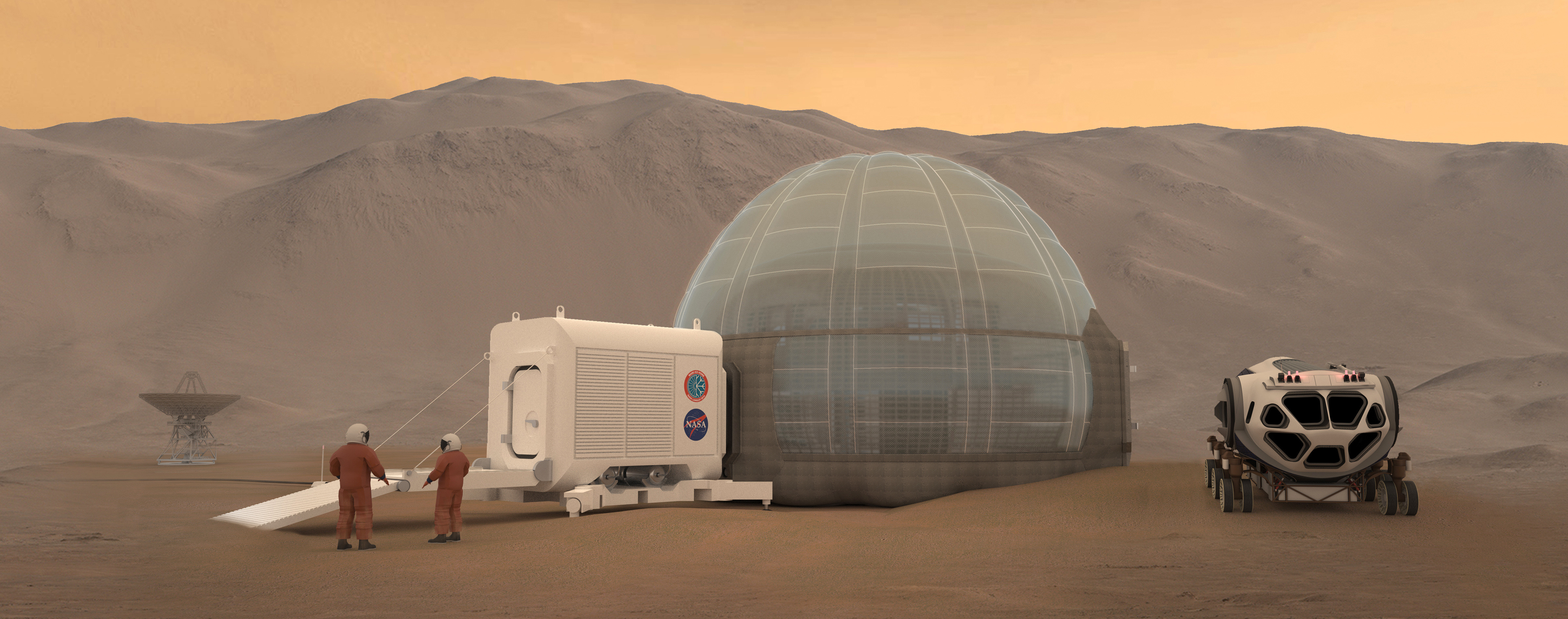
Image provenant de l'étude de faisabilité menée dans le cadre du projet "Mars Ice Home" de la NASA.

Un programme spatial désigne un ensemble d'activités ou de projets se déroulant dans l'espace c'est-à-dire au-delà de l'atmosphère terrestre. 
Ces activités ou projets peuvent avoir des finalités techniques (développement d'un lanceur, de technologies spatiales), correspondre à des applications civiles (télécommunications, météorologie, observation de la Terre, surveillance des cultures, navigation au sol), militaires (satellites de reconnaissance optique ou radar, détection de tirs de missile, écoutes électroniques) ou avoir des objectifs scientifiques (étude du système terre, étude du Soleil, étude in situ des planètes et satellites du système solaire, astronomie, astrophysique, cosmologie,...). 
L'activité spatiale scientifique et militaire est généralement coordonnée à l'échelle de chaque pays. On parle de programme spatial national (par exemple programme spatial français). Une agence spatiale nationale prend en charge cette coordination (par exemple le CNES en France, la NASA aux États-Unis). Le terme programme spatial est également utilisé pour désigner un ensemble homogène de missions spatiales visant un objectif partagé et utilisant souvent (mais pas toujours) des moyens similaires (par exemple programme Apollo, programme Venera).